# ポアソン比
ポアソン比（ポアソンひ、英語: Poisson's ratio, Poisson coefficient）とは、物体に弾性限界内で応力を加えたとき、応力に直角方向に発生するひずみと応力方向に沿って発生するひずみの比のことである。ヤング率などと同じく弾性限界内では材料固有の定数と見なされる。
名称はフランスの物理学者シメオン・ドニ・ポアソンに由来する。

## 定義

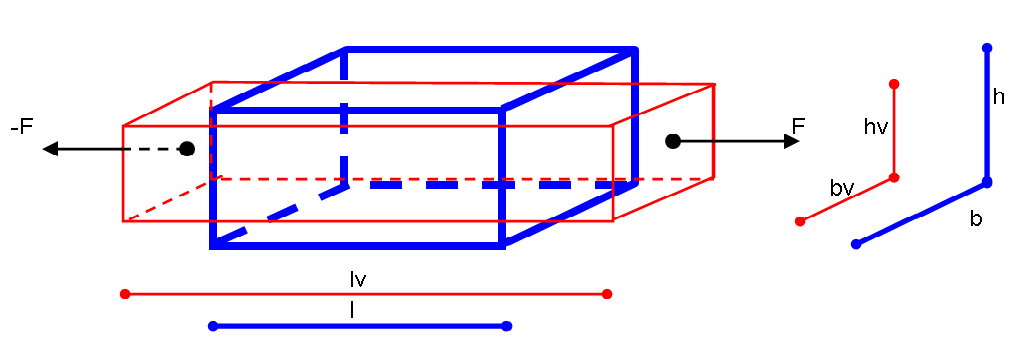
直方体に引張荷重が負荷するときの変形の様子
青が負荷前の形状、赤が負荷後の形状

ある物体に z 軸方向に単軸応力(一方向のみに働く応力)が働くとき、物体の弾性に基づき z 軸方向の寸法が伸びて、縦ひずみ εz が発生する。このとき付随的に、z 軸直角方向の x 軸と y 軸にも横ひずみ εx と εy が発生する。この現象をポアソン効果(Poisson effect)とも呼ぶ。
この横ひずみを縦ひずみで除し、−1 を掛けたものがポアソン比 ν である。
{\displaystyle \nu _{x}=-{\frac {\varepsilon _{x}}{\varepsilon _{z}}},\nu _{y}=-{\frac {\varepsilon _{y}}{\varepsilon _{z}}}}
方向によらずポアソン比一定の材料の場合は、単に ν とも表す。
{\displaystyle \nu _{x}=\nu _{y}=\nu }
ポアソン比の逆数をポアソン数といい、m で表される。
{\displaystyle m={\frac {1}{\nu }}}

## ポアソン比と応力・ひずみの関係式

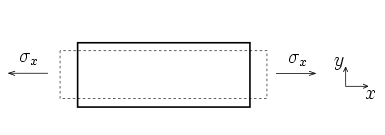
単軸応力が負荷する2次元板

例として、最も単純な2次元板に1方向のみに応力 σx（単軸応力）が負荷する場合を挙げると、この板中の応力とひずみの関係は、ポアソン比 ν とヤング率 E より以下のようになる。
{\displaystyle {\begin{aligned}\varepsilon _{x}&={\frac {\sigma _{x}}{E}},\\\varepsilon _{y}&=-{\frac {\nu \sigma _{x}}{E}}\end{aligned}}}

上記の関係をフックの法則と呼ぶ。
材料が等方均質の場合の、3次元一般状態での関係式については、
- フックの法則#フックの法則のテンソル表現
- 平面応力状態#平面応力状態でのフックの法則
- 平面ひずみ状態#平面ひずみ状態でのフックの法則

を参照。

## ポアソン比の範囲
材料が等方性の場合、単位体積当たりのひずみエネルギーであるひずみエネルギ関数 U0 は以下のように示される。
{\displaystyle U_{0}={\frac {E\nu }{2(1+\nu )(1-2\nu )}}(\varepsilon _{x}+\varepsilon _{y}+\varepsilon _{z})^{2}+G\left\{(\varepsilon _{x}^{2}+\varepsilon _{y}^{2}+\varepsilon _{z}^{2})+{\frac {1}{2}}(\gamma _{xy}^{2}+\gamma _{yz}^{2}+\gamma _{zx}^{2})\right\}}
ここで、E:ヤング率、G:剛性率、ε:垂直ひずみ、γ:せん断ひずみである。なお、この式は、ヤング率やポアソン比に方位依存性があるような異方性材料には適用できない。
ひずみエネルギ関数は正値形式を取るので、{\displaystyle U_{0}\geq 0} を満たすにはポアソン比 ν の取り得る範囲は以下のように決まる。
{\displaystyle -1<\nu <1/2}
下限の −1 は、形状一定（縦ひずみ ＝ 横ひずみ：つまり荷重方向に直角な方向にも伸びが生じ，立方体の形状が保たれるような変化を表す）を意味する。上限の 1/2 は、下記のように微小ひずみの範囲で体積一定を意味する。
変形による体積変化を考察する。縦方向に引張・圧縮の単軸荷重を受けるとき、縦方向方向の寸法変化は (1 + ε) 倍となる。一方、横方向の寸法は (1 − νε) 倍となり、断面積変化は (1 − νε)2 倍となる。よって体積変化は (1 + ε)(1 − νε)2 = (1 - 2νε + ε − 2νε2 + ν2ε2 + ν2ε3) 倍となる。ひずみ ε が微小範囲とすれば、ε の高次の項を無視できるので、体積変化は (1 − 2νε + ε) 倍となる。このとき、ν が 1/2 であれば、ε の値にかかわらず体積変化は常に1倍となり体積変化無し・体積一定となる。

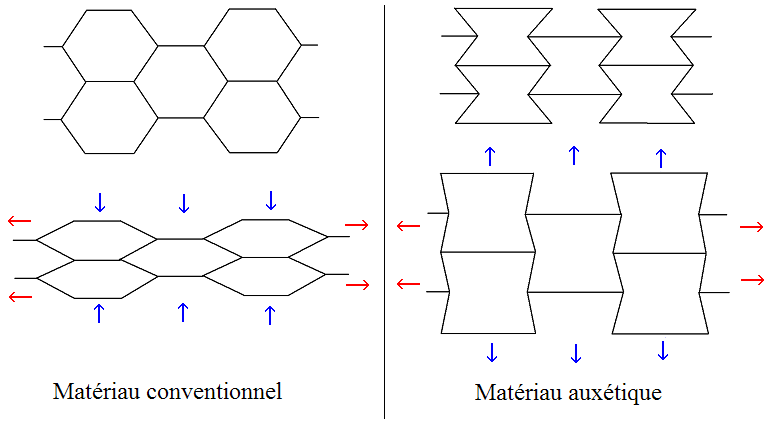
負のポアソン比を示す材料構造の例（右）

エネルギーの式上では、ポアソン比は負の値を取り得るが、すべての方向でヤング率やポアソン比が等しいという、等方性弾性が仮定できる材料では、ポアソン比がマイナスとなる材料は実在しない。仮にポアソン比がマイナスと言う事は、棒材であれば引張ったら引張るほど太くなる材料ということになる。異方性材料であれば、方位によってポアソン比率はマイナスになり得るが全方位でそのような挙動を示すわけではなく、あくまで特定の方位で引っ張ったら太くなる方位があり得るということであり、全体のひずみエネルギーのバランスは取れている。負のポアソン比を示す例として、シリコンウエハーなどのシリコン単結晶などの、大型の単結晶全般やクリストバライト（SiO2からなる結晶）がある。また、ペンタグラフェン（五角形のグラフェン）、内部にハニカム構造を持つ材料には方向によっては負のポアソン比を示すものがあるが、これはどれも方位ごとにヤング率やポアソン比が異なる弾性異方性を示す材料で、等方性弾性体ではない。

## 弾性率の相関関係
等方均質弾性体では、ヤング率、ポアソン比、体積弾性率、剛性率、ラメの第一定数の五つの弾性率はそれぞれ、二つを用いて残りの三つを表すことができる。

## 主な物質のポアソン比
注：以下に載せる値は目安であり、必ずしも保証されるものではない。
| 材料               | ポアソン比  | 出典   |
| ------------------ | ----------- | ------ |
| 天然ゴム           | 0.49        | [ 8 ]  |
| 高密度ポリエチレン | 0.30        | [ 8 ]  |
| ポリスチレン       | 0.35        | [ 8 ]  |
| ポリカーボネート   | 0.39        | [ 8 ]  |
| ポリアセタール     | 0.32        | [ 8 ]  |
| エポキシ樹脂       | 0.37        | [ 8 ]  |
| タングステン       | 0.28        | [ 9 ]  |
| アルミニウム       | 0.345       | [ 10 ] |
| モリブデン         | 0.31        | [ 11 ] |
| ガラス             | 0.27        | [ 10 ] |
| 銅                 | 0.343       | [ 10 ] |
| 鋳鉄               | 0.27        | [ 10 ] |
| 鋼                 | 0.28 - 0.30 | [ 10 ] |
| 黄銅（亜鉛30%）    | 0.35        | [ 12 ] |
| 鉛                 | 0.44        | [ 10 ] |
| 金                 | 0.44        | [ 10 ] |
| スズ               | 0.36        | [ 12 ] |
| タンタル           | 0.35        | [ 13 ] |
| ニオブ             | 0.35        | [ 14 ] |
| クロム             | 0.21        | [ 15 ] |
| 砂岩               | 0.14 - 0.33 | [ 16 ] |
| 安山岩             | 0.07 - 0.22 | [ 16 ] |
| 結晶片岩           | 0.08 - 0.20 | [ 16 ] |
| 石灰岩             | 0.19 - 0.27 | [ 16 ] |
| 大理石             | 0.25 - 0.38 | [ 16 ] |
| 花崗岩             | 0.25 - 0.38 | [ 16 ] |
| ダイヤモンド       | 0.2         | [ 12 ] |
| コルク             | ほぼ0       | [ 5 ]  |